# BP Большого Пса
BP Большого Пса (лат. BP Canis Majoris) — одиночная переменная звезда в созвездии Большого Пса на расстоянии (вычисленном из значения параллакса) приблизительно 19600 световых лет (около 6010 парсеков) от Солнца. Видимая звёздная величина звезды — от более +15m до +11m.

## Характеристики
BP Большого Пса — красная пульсирующая переменная звезда, мирида (M) спектрального класса M10.